# Sandra Kiriasis

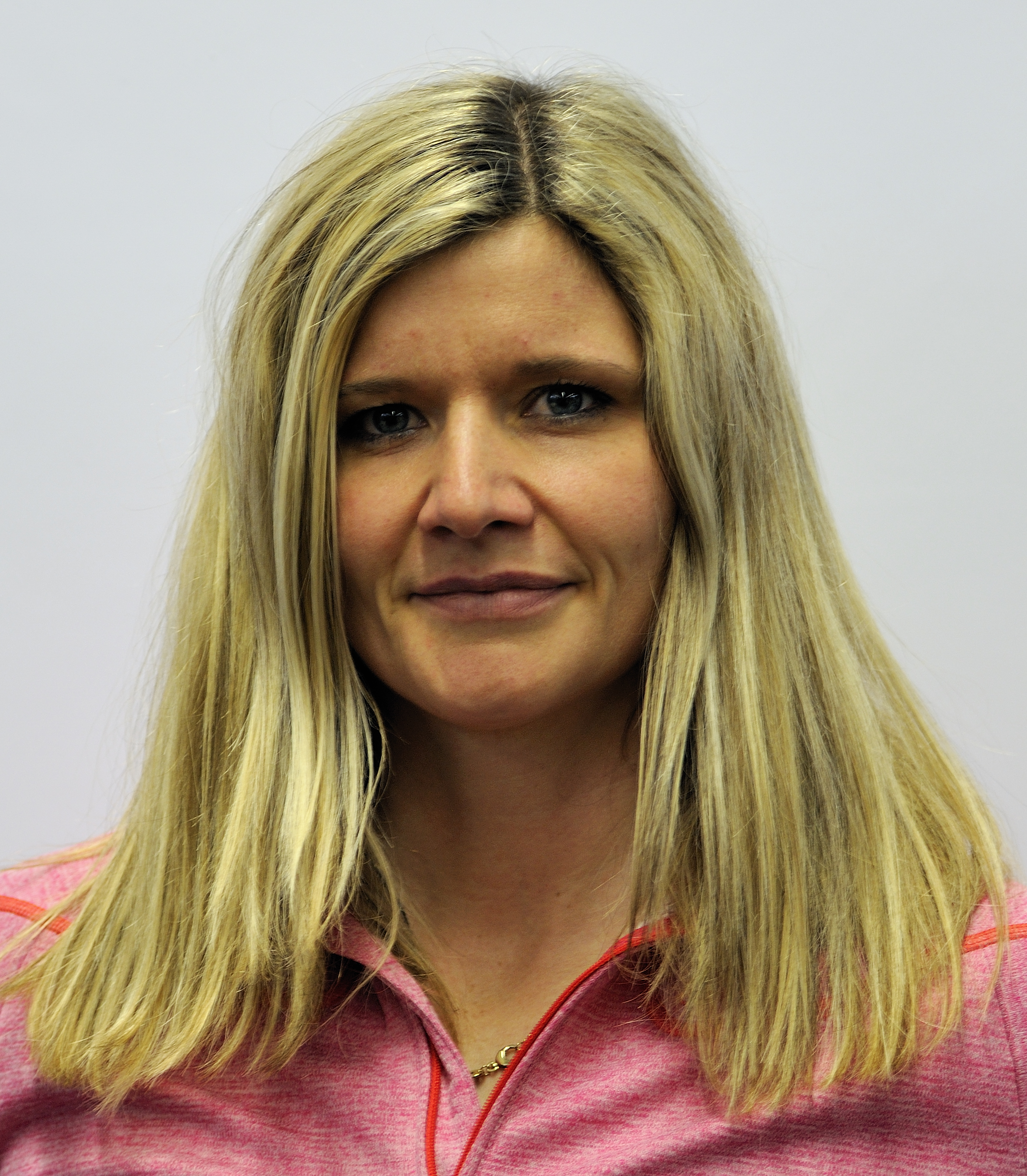
Sandra Kiriasis (2014)

Sandra Kiriasis, geboren als Sandra Prokoff (Dresden, 4 januari 1975) is een Duitse bobsleester. Ze fungeert als pilote in een tweemansbob. Kiriasis is een beroepssoldate en combineert haar sportcarrière met haar werk in het leger. Op 23 december 2004 trad ze in het huwelijk met Jörg Kiriasis en verkreeg zodoende zijn naam als achternaam.
Kiriasis begon als vijfjarige met langlaufen en stapte in 1985 over naar het rodelen. Deze sport beoefende ze tot 2000 toen ze een overstap maakte naar het bobsleeën. De bobsport bij de vrouwen stond nog in de ontwikkelingsfase toen ze het rodelen vaarwel zij. Gebruik makend van de goede faciliteiten in Duitsland kon ze zich goed en snel ontwikkelen op dit nieuwe onderdeel. In de jaren daarna zou Sandra Kiriasis uitgroeien tot de meest succesvolle bobsleester uit de nog jonge historie van de sport.
Olympische Spelen
Hier maakte ze haar debuut op de Winterspelen van 2002 in Salt Lake City. Hier nam ze deel met remster Ulrike Holzer en het duo behaalde een zilveren medaille achter Jill Bakken en Vonetta Flowers uit de Verenigde Staten.
Tijdens de Winterspelen van 2006 in Turijn nam ze deel met Anja Schneiderheinze als remster. Het duo heerste in alle vier de afdalingen en kwam geen moment in de problemen, waardoor de Olympische gouden medaille een feit was voor Kiriasis.
Bij haar derde olympische deelname (OS 2010 in Vancouver) nam ze deel met Christin Senkel als remster en eindigde als vierde in het eindklassement.
Wereldkampioenschap
Bij de Wereldkampioenschappen bobsleeën eindigde ze in 2003 (met Holzer) en 2004 (met Schneiderheinze) op de tweede plaats. Vervolgens werd ze drie keer wereldkampioene, in 2005 met Schneiderheinze, in 2007 en 2008 met Romy Logsch. In 2009 eindigde ze met remster Patricia Polifka op de zevende plaats. Met Berit Wiacker eindigde ze in 2011 als vierde. In 2012 behaalde ze met Petra Lammert de zilveren medaille.
Wereldbeker
Ze legde negen opeenvolgende jaren, van 2003 tot en met 2011, als pilote beslag op de Wereldbeker bobsleeën. De twee jaar ervoor, 2001 en 2002, was ze als tweede in deze wedstrijdenreeks geëindigd. In 2012 stond ze voor het twaalfde opeenvolgende jaar op het eindpodium, dat jaar eindigde ze als derde.
Coach
Na de Olympische Winterspelen van 2014 stopte ze met competitie. In juli 2014 werd ze fitnesscoach bij basketbalteam Nürnberger BC. Ze werd in 2017 aangesteld als coach van het nationale bobsleeteam van Jamaica voor de Olympische Winterspelen van 2018 in Pyeongchang, en hielp het vrouwenteam bij hun eerste kwalificatie. Op 14 februari 2018 verliet ze het team.

## Belangrijke resultaten
Tweemansbob
| Kampioenschap       | 2001 | 2002   | 2003   | 2004   | 2005 | 2006 | 2007 | 2008 | 2009 | 2010 | 2011 | 2012   | 2013  | 2014 |
| ------------------- | ---- | ------ | ------ | ------ | ---- | ---- | ---- | ---- | ---- | ---- | ---- | ------ | ----- | ---- |
| Olympische Spelen   |      | Zilver |        |        |      | Goud |      |      |      | 4e   |      |        |       | 5e   |
| Wereldkampioenschap |      |        | Zilver | Zilver | Goud |      | Goud | Goud | 7e   |      | 4e   | Zilver | Brons |      |
| Wereldbeker         | 2e   | 2e     | 1e     | 1e     | 1e   | 1e   | 1e   | 1e   | 1e   | 1e   | 1e   | 3e     | 2e    | 4e   |

2002: Jill Bakken / Vonetta Flowers ·
2006: Sandra Kiriasis / Anja Schneiderheinze ·
2010: Kaillie Humphries / Heather Moyse ·
2014: Kaillie Humphries / Heather Moyse ·
2018: Mariama Jamanka / Lisa Buckwitz ·
2022: Laura Nolte / Deborah Levi
- Gemeinsame Normdatei: 189564202
- Virtual International Authority File: 220651899